# 사하라 이남 아프리카

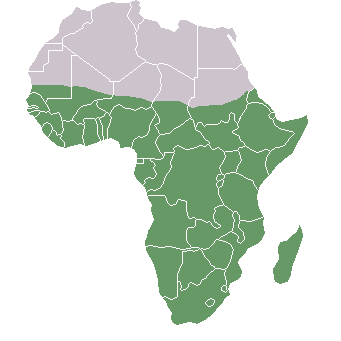
사하라 이남 아프리카

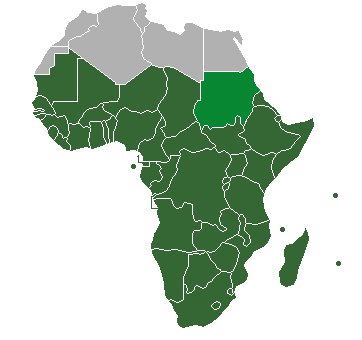
UN에서 분류하는 사하라 이남 아프리카
(수단은 아랍세계 국가로 분류하기도 함.)

사하라 이남 아프리카( - 以南 - , 영어: sub-Saharan Africa)는 사하라 사막의 남쪽에 있는 아프리카 대륙의 지역, 또는 전체/부분으로 사하라 남쪽에 위치한 아프리카 국가들을 가리키는 말이다.
이 지역은 아랍 세계의 일부인 북아프리카와 대비된다.
사헬(Sahel)은 사하라와 열대 사바나(수단 지역) 사이의 점이지대이다.
아프리카의 뿔과 수단의 넓은 지역은 지리적으로 사하라 이남 아프리카의 일부이지만, 강한 중동의 영향을 보이는 아랍 세계의 일부이기도 하다.
사하라 이남 지역은 그곳의 흑인 인구와 관련하여 블랙 아프리카로도 알려져 있다.

## 특징
이 지역에 위치한 국가 대부분은 유엔에 의해 후진국으로 지정되어 있다.

## 나라 및 지역 목록

### 중앙아프리카
ECCAS (중앙아프리카 경제 공동체)
- 앙골라
- 부룬디
- 콩고 민주 공화국
- 르완다
- 상투메 프린시페

CEMAC (중앙아프리카 경제금융공동체)
- 카메룬
- 중앙 아프리카 공화국
- 차드
- 콩고 공화국
- 적도기니
- 가봉

### 동아프리카

#### 동북아프리카
아프리카의 뿔
- 지부티
- 에리트레아
- 에티오피아
- 소말리아

#### 동남아프리카
EAC
- 부룬디
- 케냐
- 르완다
- 탄자니아
- 우간다
- 남수단

### 남아프리카
SADC (남아프리카 개발 공동체)
- 앙골라
- 보츠와나
- 코모로
- 레소토
- 마다가스카르
- 말라위
- 모리셔스
- 모잠비크
- 나미비아
- 세이셸
- 남아프리카 공화국
- 에스와티니
- 잠비아
- 짐바브웨

### 수단
- 수단
- 남수단

### 서아프리카
- 모리타니

ECOWAS (서아프리카 경제 공동체)
- 코트디부아르
- 감비아
- 가나
- 기니
- 라이베리아
- 나이지리아
- 시에라리온

UEMOA (서아프리카 경제금융공동체)
- 베냉
- 부르키나파소
- 코트디부아르
- 기니비사우
- 말리
- 니제르
- 세네갈
- 토고

## 같이 보기
- 프랑카프리크(영어판) - 주로 사하라 이남 아프리카 지역에서의 프랑스 영향권 지역들